# المسرع الأكبر للبروتونات

## المسرع الأكبر للبروتونات
المسرع الأكبر للبروتون (بالأنجليزية : Super Proton Synchrotron(sps))
يبلغ طوله 6.9 كيلو متر ،يعجل الجسيمات في معمل سيرن ، المسرع الأكبر للبروتون صممه فريق بقيادة جون آدمز،
Sps يكسب الجسيم عجلة قدرها 300 إلكترون فولت بينما المسرع صمم بالواقع ليحقق طاقة تشغيل تقدر بـ 400جيجا إلكترون فولت ,

وتم تكليفه رسميا تاريخ 17June 1976 ، ولكن في ذلك الوقت تم تجاوز هذه الطاقة بواسطة مسرع مختبر فيرمي الوطني حيث وصل إلى طاقة 500جيجا إلكترون فولت في 14مايو من نفس العام .

## تاريخيا

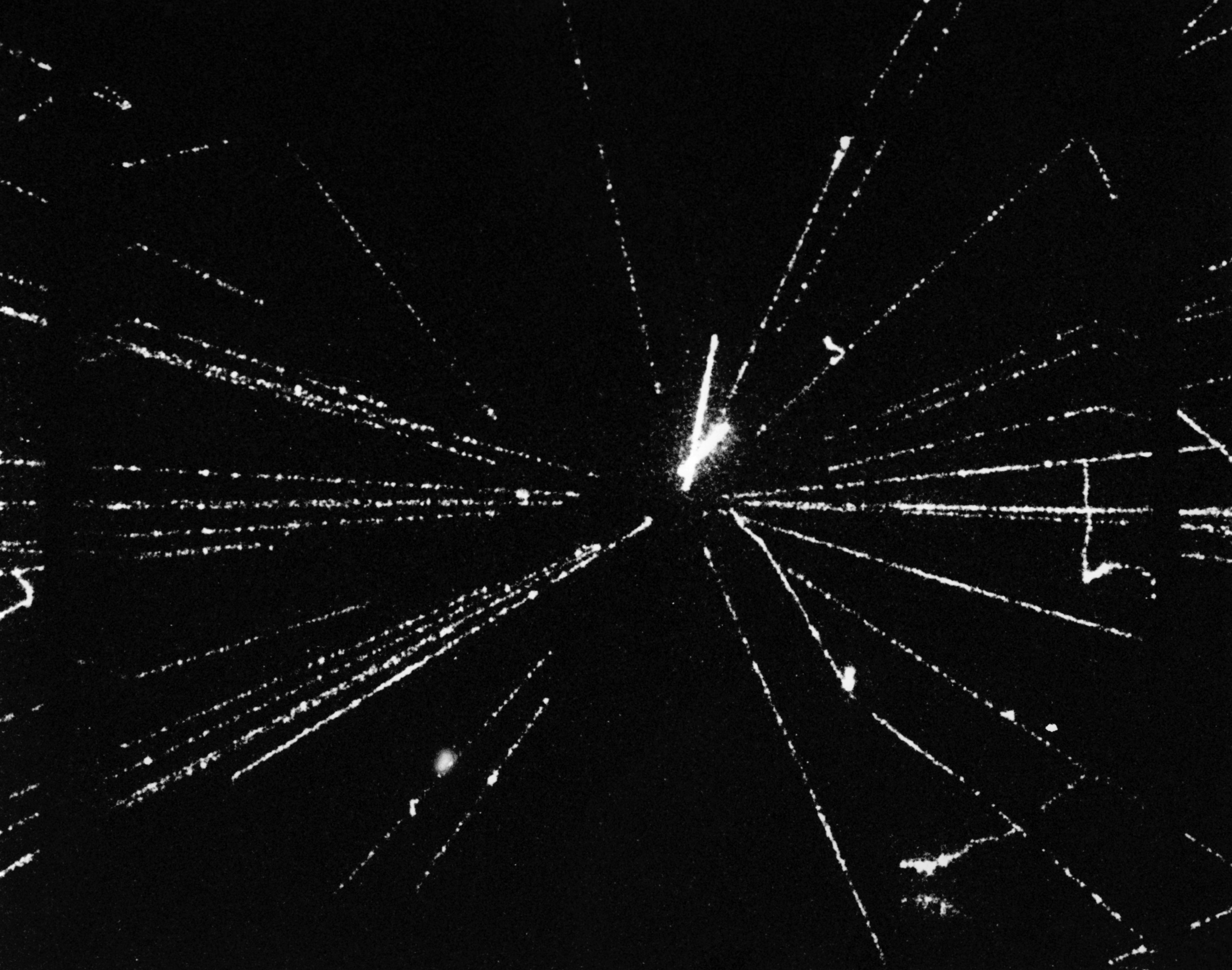
A بروتون-مضاد بروتون collision from the UA5 experiment at the SPS in 1982.

يستخدم SPS لتسريع البروتون والبروتون المضاد والإلكترون والبوزترون (يستخدم لحقنها مصادم في الإلكترون – بوزترون الكبير (LEP)) وكذلك الأيونات الثقيلة
أبرز المسرعات :
-	مصادم بروتون – بروتون مضاد (يسمى SppS) وقد تم توفير حزم بيانات تجارب UA1 , UA2 عند طاقات عالية، من عام 1981 إلى عام 1984 مما أدى إلى اكتشاف بوزون W وZ

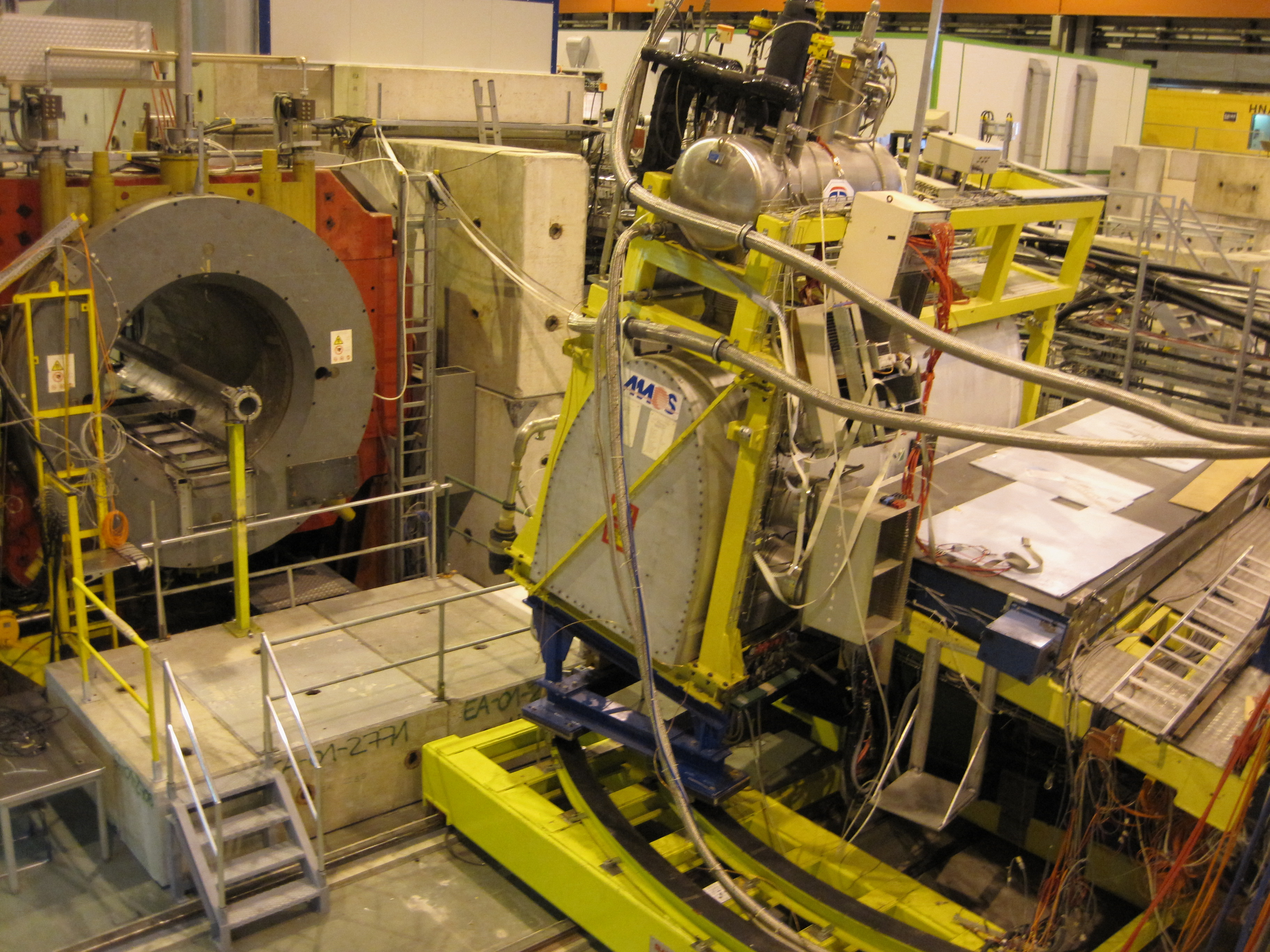
Test beamline delivered from the SPS. In photo 20 GeV positrons are used to calibrate the مطياف ألفا المغناطيسي

-	هذه الاكتشافات وتقنية التبريد الحديثة على يد Carlo Rubbia وSimon van der Meer مكنتهم من الحصول على جائزة نوبل عام 1984
يستخدم المسرع الأكبر للبروتونات حاليا لحقن حزمة بروتونات عالية الكثافة في مصادم الهدرونات الكبير ، وكانت أول عملية

في 10 (عدد) September 2008.
حيث يتم تسريع البروتون من 26 جيجا إلكترون فولت إلى 450 جيجا إلكترون فولت ، ولا زالت البحوث جارية للسماح باستمرارية الحقن .
يستخدم SPS لتوفير 400 جيجا إلكترون فولت لحزمة بروتون لعدد من التجارب النشطة الثابتة الهدف، لاسيما تجربة COMPASS وNA48و NA61/SHINE
أيضا جاري استخدامه في تجربة CNGSلإنتاج النيترينو للكشف عن تيار في مختبر Gran Sassoفي إيطاليا , 730 كيلو متر عن عن معمل سيرن سيرن

.
SPS خدم التجارب المعملية من خلال المفاهيم الجديدة للمسرعات في الفيزياء
- ففي عام 1999 كان بمثابة مرصد سحابة إلكترونية
-	في عام 2003 كان أول جهاز أعطى قياسات مباشرة لرنين هاميلتون
-	في عام 2004 تم إلغاء الآثار الضارة الناتجة عن نفاذ الأشعة الملتقية مثل الموجودة في LHC

## تطوير المسرع الأكبر للبروتونات
تم اقتراح الحاجة لتطوير مصادم الهدرونات الكبير لزيادة تألقة عام 2015 ، هذا يتطلب ترقية المسرع الخطي قبل سلسلة الحاقن بما في ذلك SPS .
تحسينات SPS ستتركز على الأرجح على الطاقةالناتجة للمسرع الأكبر للبروتونات أكبر من 1تيرا إلكترون فولت .